# Dansk Retursystem
Dansk Retursystem er en dansk nonprofitvirksomhed, der via pantbekendtgørelsen har monopol på at indsamle flaskepant i Danmark. Virksomheden har hovedsæde i Høje Taastrup og har desuden en afdeling i Løsning. I 2021 var omsætningen 2.665,1 mio. kr.
Virksomheden blev grundlagt i 2000 af bryggerierne i samarbejde med dagligvarehandlen og har siden været reguleret af miljøministeriet. Ud over at indsamle pantemballagen arbejder Dansk Retursystem på at nedbringe butikkernes omkostninger ved at modtage og sortere emballagen. Virksomhedens omkostninger til at drive retursystemet finansieres af gebyrer, som betales af producenter og importører af øl og læskedrikke samt salg af genanvendeligt materiale til produktion af nye drikkevareemballager. 
Miljøstyrelsen har indtil udgangen af 2026 tildelt Dansk Retursystem eneretten til at drive det danske pant- og retursystem gennem en politisk vedtaget bekendtgørelse. 
Dansk Retursystem ejes af følgende aktionærer:
- Dansk Retursystem Holding A/S (85,63%)
- Harboes Bryggeri (14,27%)
- Bryggeriet Vestfyen (0,1%)

Holdingselskabet ejes af:
- Carlsberg Breweries A/S (som er hovedaktionær)[1]
- Royal Unibrew (Har opkøbt Fuglsang som før sad i ejerkredsen)
- Thisted Bryghus

Dansk Retursystem A/S ledes af en bestyrelse, der også har repræsentanter for dagligvarehandlen.

Bestyrelsesformand er Thomas Dalsgaard (Webside ikke længere tilgængelig).